# Terremoto de Pegu de 1930
El terremoto de Pegu de 1930 fue un desastre natural de magnitud 7,4 Mw que sacudió Birmania el 5 de mayo de ese año. El hipocentro se localizó a una profundidad de 35 kilómetros y la sacudida alcanzó una intensidad máxima de IX en la escala Rossi-Forel, equivalente a un «temblor devastador». El sismo fue consecuencia de la ruptura de un segmento de 131 kilómetros de la falla de Sagaing, una importante estructura de deslizamiento lateral que atraviesa el país de norte a sur. Se registraron daños extensos en el sur del país, en particular en las ciudades de Pegu y Rangún, donde numerosos edificios colapsaron y se desataron incendios. Las estimaciones de víctimas fatales varían ampliamente, con cifras que oscilan entre 550 y 7000 personas. Además, un pequeño tsunami azotó la costa nacional, causando daños menores en embarcaciones y puertos. El temblor se sintió en una región de más de 570 000 km², que incluía el Estado Shan y parte de Tailandia. El terremoto principal fue seguido por numerosas réplicas que provocaron más destrucción, y en diciembre se registró otro evento sísmico de características similares, también vinculado a la falla de Sagaing.

## Trasfondo
Birmania se ubica en una región tectónicamente compleja donde convergen cuatro placas: la índica, la euroasiática, la de Sonda y la birmana. Estas interactúan como resultado de procesos geológicos activos que moldean constantemente el relieve del país. A lo largo de la costa occidental
—desde las Islas Coco, frente al estado de Rakáin, hasta Bangladés— se extiende un borde convergente altamente oblicuo conocido como el arco de Sonda. Esta estructura marca la frontera entre las placas índica y birmana. A medida que se interna en tierra firme, el límite tectónico emerge en Bangladés y continúa en dirección norte, siguiendo un curso paralelo y ligeramente al este de los montes Chin, hasta alcanzar el extremo oriental del Himalaya.
Atravesando Birmania de norte a sur se encuentra una falla de transformación de unos 1400 kilómetros de longitud que conecta la dorsal oceánica del mar de Andamán con una zona de colisión tectónica en el norte del país, conocida como el cabalgamiento frontal del Himalaya. Esta falla, denominada Falla de Sagaing, delimita las placas birmana y de Sonda, las cuales se desplazan lateralmente entre sí a una velocidad de entre 18 y 49 milímetros por año. Es la estructura sísmica más activa del país y representa su principal fuente de terremotos, ya que atraviesa o pasa cerca de ciudades densamente pobladas como Rangún, Naipyidó y Mandalay. A lo largo de la falla se han producido numerosos sismos de gran magnitud, entre ellos los de 1931 (M 7.5), 1946 (M 7.3 y M 7.7), 1956 (M 7.0), 1991 (M 6.9) y 2012 (M 6.9). La magnitud de estos eventos suele oscilar entre 7.0 y 8.0, y los intervalos de recurrencia varían según el segmento. Los tramos meridionales —precisamente los que se activaron en 1930— presentan períodos de retorno estimados entre 100 y 150 años, según estudios paleosismológicos.
A lo largo de los siglos, Birmania ha sido escenario de terremotos destructivos, aunque la investigación académica sobre sus características sismológicas aún es limitada. Muchos de estos eventos, incluso aquellos de gran magnitud que producen rupturas visibles en la superficie, siguen sin estar completamente comprendidos por la comunidad científica. Uno de los terremotos más significativos fue el de Arakan en 1762, cuya magnitud se estima entre 8.5 y 8.8. Este sismo fracturó un segmento de la falla de Sonda frente a la costa de Rakáin y probablemente se debió al proceso de subducción de la placa índica bajo la birmana. Además, en el centro del país, los restos de la placa índica subducida continúan generando actividad sísmica de tipo intraplaca. Un ejemplo destacado es el terremoto de Bagan ocurrido en 1975, causado por un fallo inverso a una profundidad intermedia de aproximadamente 120 kilómetros.

## Terremoto

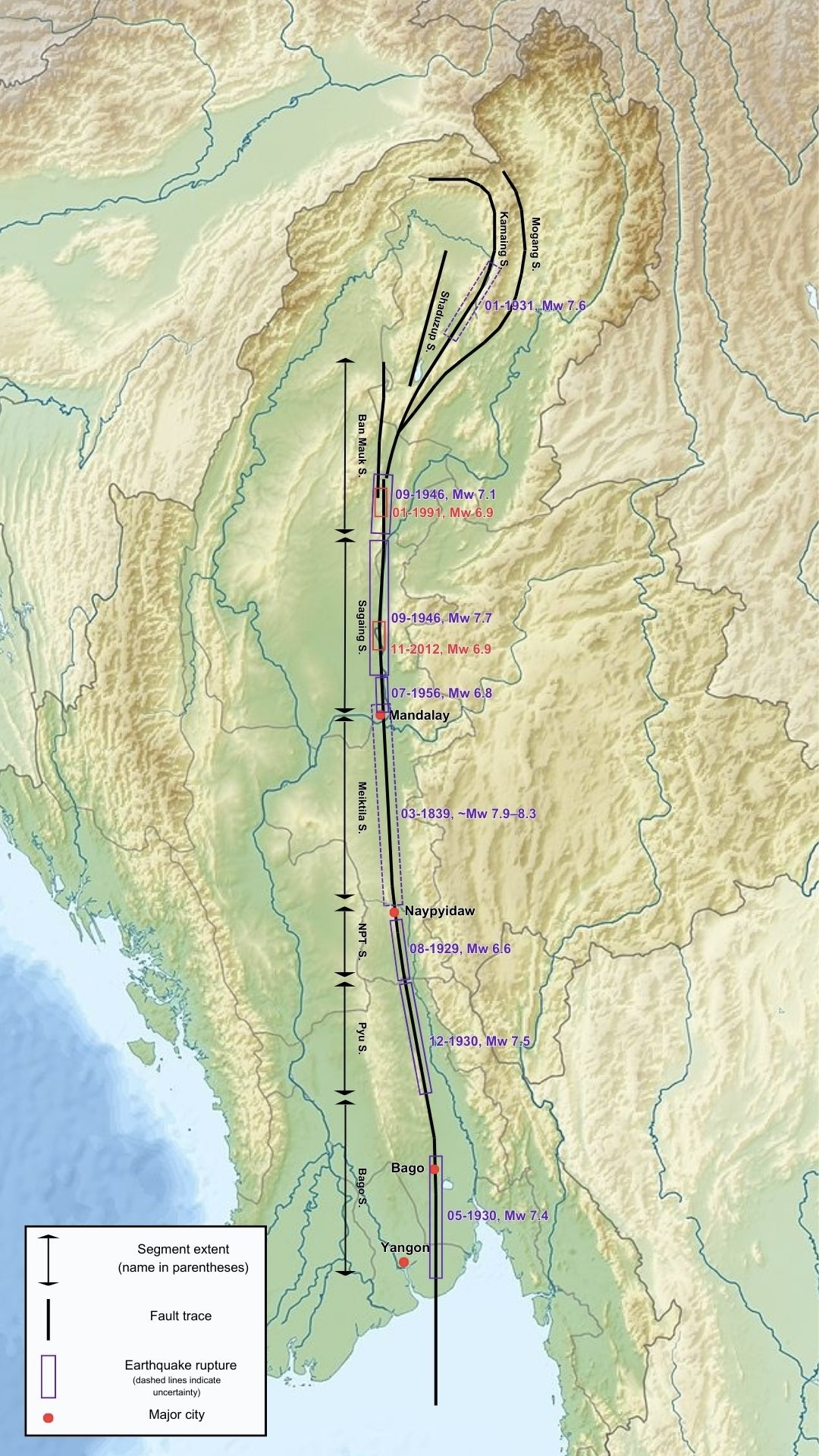
El evento devastó el segmento sur del país.

El evento fue registrado por observatorios sísmicos de todo el mundo. El geólogo británico John Coggin Brown atribuyó su origen a una falla con orientación norte-sur, identificada como la falla de Sagaing, una estructura activa que se fracturó a lo largo de 131 kilómetros en su segmento correspondiente a la región de Pegu. La ruptura se extendió desde la costa meridional del país hasta unos 20 kilómetros al norte de esa ciudad. Dado que dicho segmento posee una longitud aproximada de 170 kilómetros, la fractura fue parcial. Con base en una estimación de 120 kilómetros de longitud de ruptura, 15 kilómetros de ancho y un deslizamiento promedio de 3 metros, se calculó una magnitud de 7,4 Mw, cifra que coincide con la registrada por el Centro Internacional de Sismología, el cual también determinó una profundidad focal de 35 kilómetros. El evento generó importantes deformaciones superficiales, como escarpes de falla, fisuras y rupturas visibles en el terreno. Un estudio publicado en 2009 por la revista Bulletin of the Seismological Society of America documentó desplazamientos verticales de hasta 20 centímetros, así como deslizamientos laterales derechos a lo largo del trazo de la falla que, en acumulado histórico, alcanzan los 15 metros. Sin embargo, se estima que el deslizamiento causado específicamente por el sismo de 1930 fue de alrededor de 3 metros.
Las características del movimiento sísmico y los patrones de daño variaron significativamente según la ubicación. En áreas próximas a la falla, como Pegu, Tawa y Tongyi, numerosos edificios y pagodas colapsaron en distintas direcciones: hacia el sureste en Pegu, al este y este-sureste en Tawa, y hacia el oeste-noroeste en Tongyi. Estos patrones sugieren que la sacudida principal se propagó en direcciones que combinaban componentes de este a oeste y de noroeste a sureste. En cambio, en zonas más alejadas como Insein, Rangún, Syriam y Kyauktan, el movimiento fue predominantemente de norte a sur. En Pegu, el temblor duró menos de 30 segundos. Comenzó con tres o cuatro segundos de oscilaciones leves, seguidas de una breve pausa, y culminó con un violento sacudón en dirección noroeste-sureste. Un testigo observó cómo las ondas superficiales atravesaban una cancha de tenis, mientras que varias personas fueron arrojadas al suelo por la fuerza del movimiento. En Rangún, la duración osciló entre 30 y 90 segundos. Un suave vaivén de este a oeste precedió a un movimiento más fuerte y abrupto de norte a sur. En Dala, las vibraciones iniciales, de baja intensidad, se prolongaron entre seis y ocho segundos antes de intensificarse repentinamente. La intensidad máxima del sismo fue de IX en la escala de Rossi-Forel, asignada a una zona con forma de pera de unos 971 km² ubicada a lo largo del trazo de la falla. La intensidad VIII se registró en los municipios de Kyauktan, Thongwa, Kayan y Kawa, mientras que Rangún y Toungoo experimentaron una intensidad estimada entre VI y VII.

## Réplicas
Se registraron numerosas réplicas tras el sismo principal, especialmente en localidades como Pegu, Onhne y Kawa. Una de ellas, ocurrida el 16 de septiembre, provocó daños en una comisaría de la localidad de Pado. En diciembre del mismo año, un nuevo terremoto de magnitud 7,3 sacudió el norte del país a lo largo de la Falla de Sagaing y causó la muerte de al menos 30 personas. El evento resultó particularmente destructivo en Pyu, donde numerosos edificios de mampostería colapsaron y las vías férreas quedaron severamente deformadas. Las construcciones mal diseñadas o de baja calidad también sufrieron derrumbes generalizados. Este terremoto fue atribuido a un proceso de transferencia de esfuerzos de Coulomb desencadenado por el sismo de mayo, y produjo la fractura de aproximadamente 120 kilómetros de la Falla de Sagaing.

## Impacto

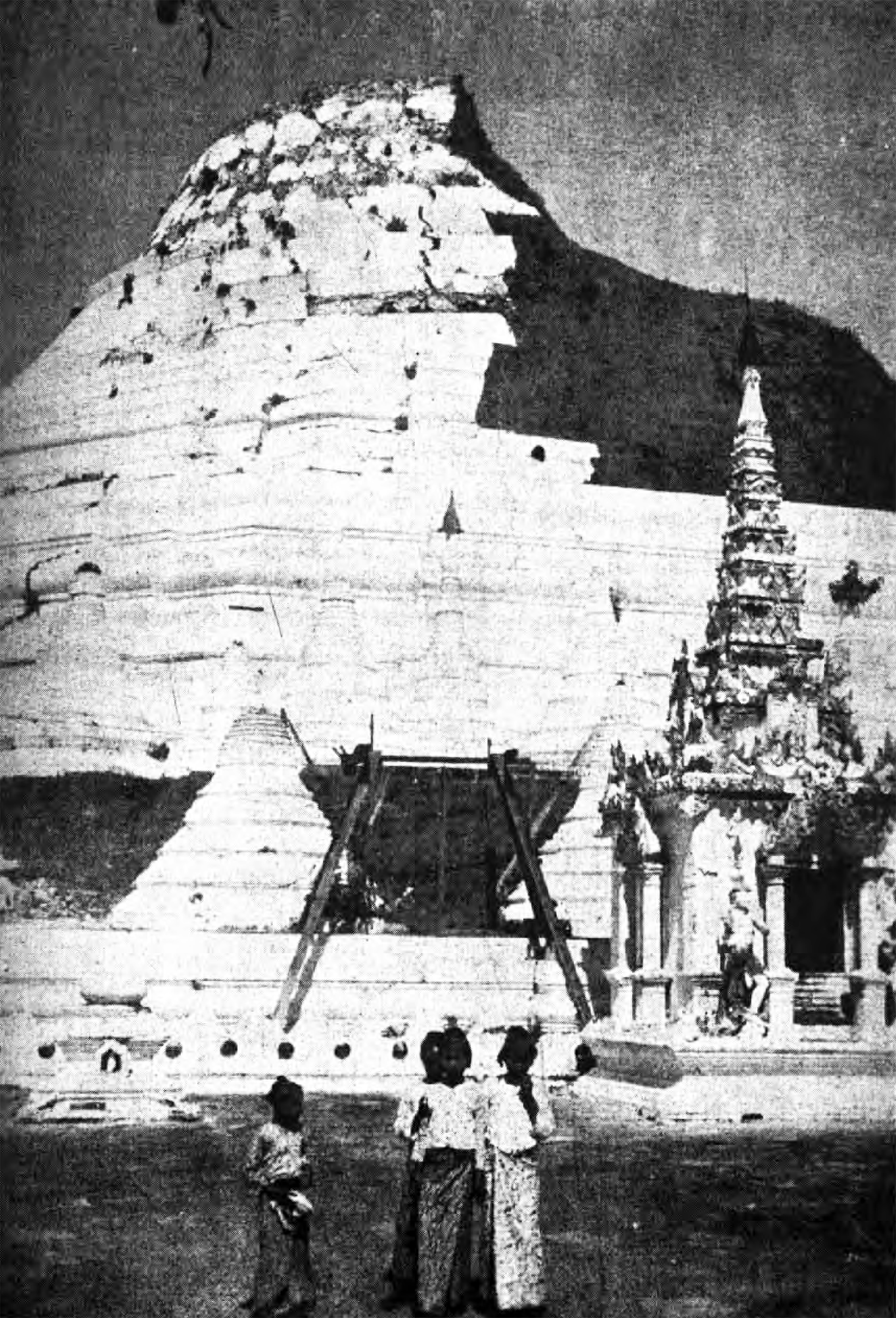
Los restos de la Pagoda Shwemawdaw fotografiados en 1936.

Las cifras sobre el número de víctimas fatales varían según las fuentes. El Burma Gazette, diario oficial del gobierno, reportó 500 muertes, aunque se estima que la cifra real pudo haber sido significativamente mayor. The New York Times informó de hasta 7000 víctimas, mientras que Reuters, citando declaraciones del gobernador Charles Innes, indicó que entre 800 y 1000 personas fallecieron solo en Pegu. Además, se calcula que unas 20 000 personas quedaron sin hogar. Los daños fueron especialmente severos en el barrio de Nyaungwaing, una zona densamente poblada de Pegu, donde la mayoría de las construcciones quedaron reducidas a escombros. En el cine del barrio Zaingganaing, que se encontraba en plena función al momento del sismo, el colapso del edificio provocó entre 60 y 80 muertes.  La Pagoda Shwemawdaw, uno de los principales templos budistas de la ciudad, osciló visiblemente antes de desprenderse de su base y desplomarse sobre los vendedores ambulantes cercanos, causando más víctimas. Otros recintos religiosos, como una mezquita y la Pagoda Thunpayagyi, también sufrieron graves daños o colapsos parciales. El distrito comercial quedó devastado: el bazar fue reducido a montones de ladrillos, metal retorcido y madera carbonizada debido a un incendio posterior. Los minaretes de varias mezquitas cayeron sobre los callejones adyacentes, y una oficina municipal resultó seriamente dañada. También se reportó la destrucción total de una escuela secundaria y un edificio de ferrocemento. Sin embargo, algunas edificaciones gubernamentales clave —como el juzgado, la oficina del subcomisionado, el hospital y la prisión— resistieron sin daños significativos.

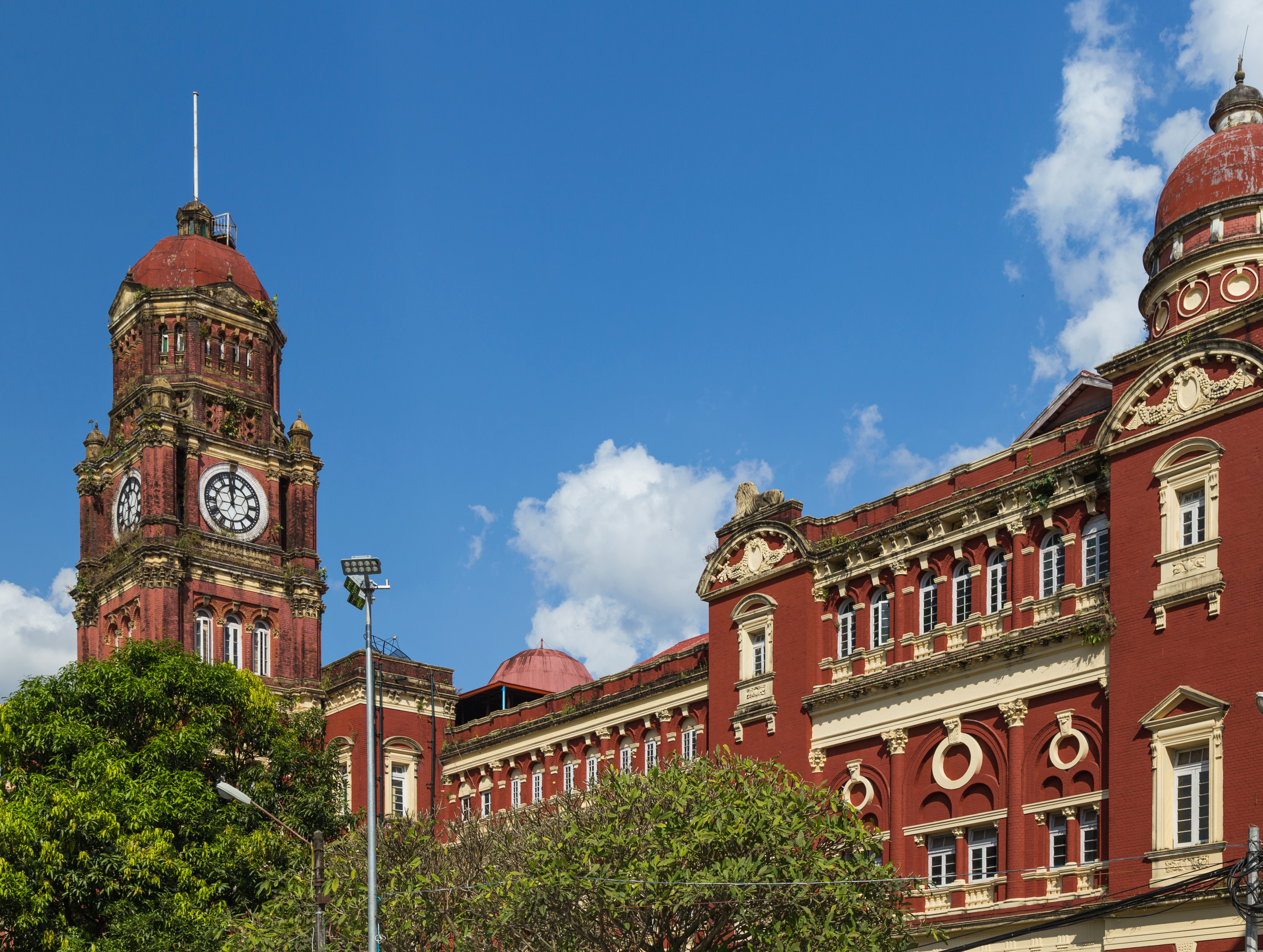
La estructura del Tribunal Superior de la capital sufrió daños considerables.

A partir de diversas fuentes se estima que entre 50 y 200 personas murieron en Rangún. La mayor devastación se registró en la zona sur de la ciudad, asentada sobre sedimentos aluviales depositados por el río Irawadi. La situación se agravó cuando el colapso simultáneo de una mezquita y un edificio de cinco plantas sepultó a todos los que se encontraban en su interior, siendo este el hecho que causó la mayor parte de las víctimas. Otros edificios también se derrumbaron y mataron a sus ocupantes. En China Street, por ejemplo, el colapso de un edificio pucca de cinco pisos hacia el interior obligó a un grupo de trabajadores a extraer seis cuerpos y dos sobrevivientes, que más tarde fallecieron a causa de sus heridas. De igual modo, el derrumbe del piso superior de un inmueble en la intersección de Mogul y Fraser provocó que las personas atrapadas en su interior no pudieran escapar. En las calles Fraser y 35, la caída íntegra de una fachada ocasionó algunas muertes, mientras que en la zona comprendida entre Dalhousie y Sparks se produjo un daño tan severo que la edificación quedó en ruinas, lo que derivó en la demolición de varios inmuebles. Asimismo, el edificio del Servicio Geológico Británico, ubicado en Dalhousie Street, presentó amplias fisuras, y su interior, que albergaba un laboratorio y un museo, quedó en ruinas. El Tribunal Superior y la Iglesia Católica Romana también sufrieron daños considerables durante el sismo.
En Tawa, siete personas fallecieron cuando dos edificios se derrumbaron por completo. Algunas pagodas y caminos quedaron destruidos y se produjo subsidencia en el terreno, con una gran concentración de grietas al oeste del poblado. Mientras tanto, en Khayan, un juzgado y un hospital fueron demolidos; además, varios edificios de mampostería y una mezquita resultaron gravemente dañados, lo que provocó entre 12 y 16 muertes en la zona. En Thongwa, ocho inmuebles de mampostería colapsaron. La plataforma de una estación de ferrocarril presentó fisuras, y los estribos de un puente ferroviario se hundieron y desplazaron de sus posiciones originales. El derrumbe de una vivienda de ladrillos en Kawa dejó un saldo fatal, y numerosas casas junto a una comisaría sufrieron daños considerables. En Mawlamyaing se registraron daños leves en las construcciones de ladrillo, mientras que en Thanatpin se agrietaron algunos hogares y una chimenea sufrió un colapso parcial. En Tailandia, el impacto del sismo se percibió de forma moderada; sin embargo, en Chiang Mai se formaron fisuras en varios edificios de ladrillo y, en un hospital, el enlucido se desprendió. Pequeñas fisuras se observaron asimismo en edificaciones de seis o siete pisos en Bangkok.
Se registró un tsunami con una altura de arranque de 1,06 metros a lo largo de la costa y en el río Sittang. Sin embargo, los mareómetros en Bangladés e India no detectaron esta ola. El A.S. Oxfordshire, atracado en el puerto de Rangún, se elevó entre 0,91 y 1,2 metros, mientras que otras embarcaciones comenzaron a oscilar de un lado a otro. Las olas provocaron que algunas naves impactaran contra el muelle y dañaran las instalaciones portuarias. Un comandante a bordo del S.S. Queda indicó que la nave vibró durante 45 segundos, mientras que el S.S. Ekma se balanceó violentamente y causó la ruptura de los pernos de amarre. Por otra parte, en aguas más profundas, los pasajeros de los buques City of Carlisle, S.S. Berne y Kyokai Maru experimentaron fuertes sacudidas y pensaron que sus embarcaciones chocaron contra a un obstáculo.

## Respuesta
En Pegu, los esfuerzos de rescate se vieron obstaculizados por el persistente olor a cadáveres. En el hospital, que se encontraba parcialmente colapsado, se atendió a 45 personas, aunque algunos pacientes sucumbieron poco después de recibir auxilio. Unas 20 personas fueron trasladadas al Hospital General de Rangún, mientras que más de 100 pacientes se trataron en el exterior. Para el 7 de mayo ya se había logrado controlar el incendio y se dio inicio a la limpieza de escombros, tarea que se estimó en 50 mil rupias. Ese mismo día, ingenieros consiguieron restablecer parcialmente el suministro de agua. Con el fin de reducir la circulación de personas, se impuso un toque de queda a partir de las 22:00 y la policía actuó contra los saqueadores.  Por su parte, la administración local calculó que el costo de reparación de las oficinas municipales ascendía a 2 millones de rupias.
En Rangún, el Hospital General organizó a su personal de enfermería para enfrentar el ingreso masivo de heridos y fallecidos, entre los que predominaban mujeres y niños de origen indio. Más de 500 personas se sumaron en las labores de rescate; algunos lograron extraer restos desgarrados de personas sepultadas bajo montones de escombros en las calles Mogul y Fraser, en tanto que multitud se congregó alrededor de estos puntos para observar el operativo. Otros residentes se valieron de antorchas y linternas en la búsqueda de cuerpos. Ya en junio, la comunidad musulmana inició la reconstrucción de la mezquita dañada y, a su vez, la comunidad budista organizó una campaña de recaudación de fondos para la pagoda Shwemawdaw. Asimismo, los equipos de auxilio habilitaron un mercado temporal para que los comerciantes pudieran ofrecer sus productos en medio de la emergencia.

## Amenaza futura

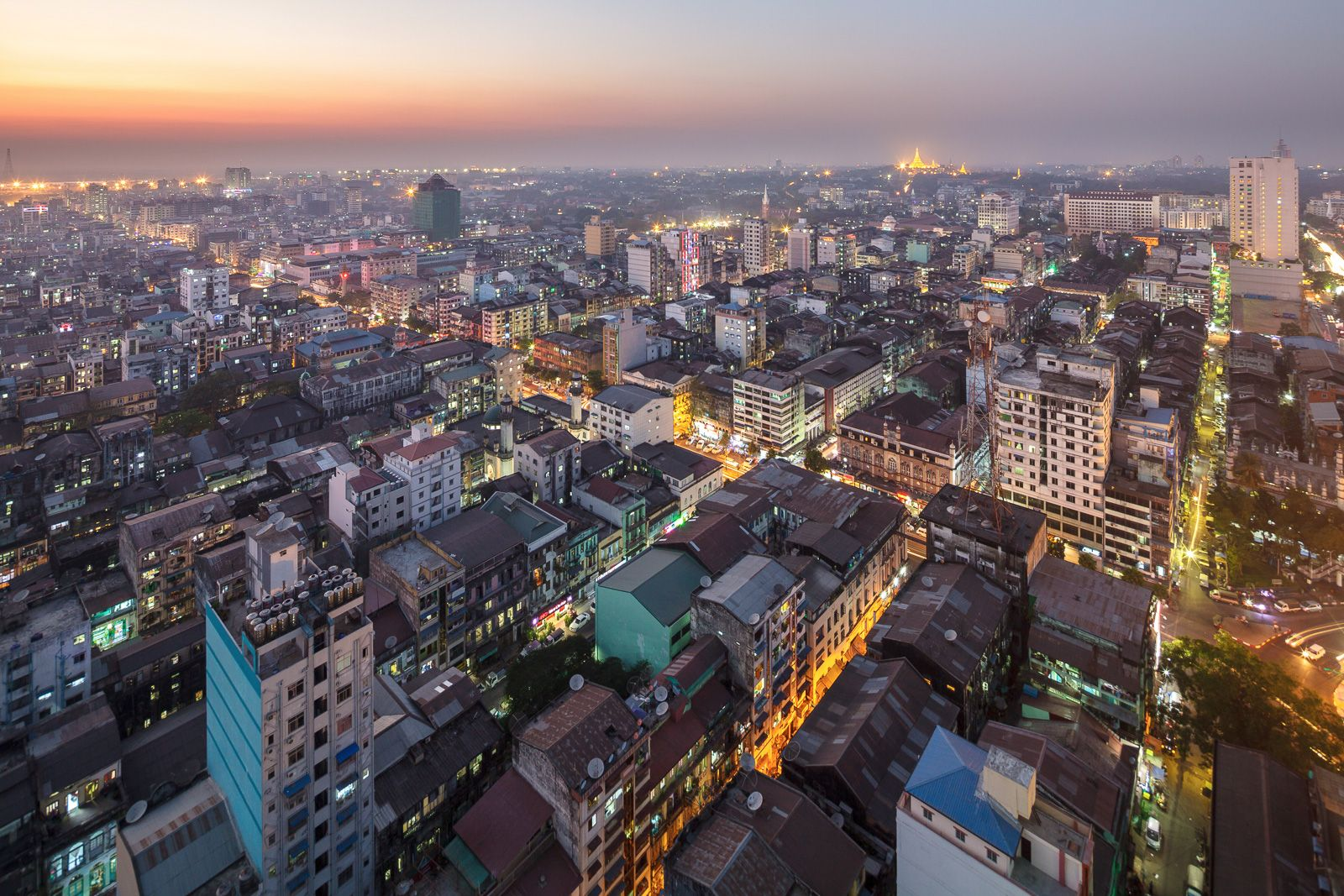
Gran parte de la infraestructura de Rangún carece de la preparación necesaria para resistir terremotos de alta magnitud.

Un estudio publicado en la revista Geophysical Research Letters identificó tres importantes brechas sísmicas a lo largo de la Falla de Sagaing, las cuales podrían representar una amenaza para el futuro. La primera, y más cercana a Rangún, corresponde a un tramo de aproximadamente 50 kilómetros situado entre las zonas afectadas por los terremotos de mayo y diciembre de 1930. Este segmento aún no ha experimentado una ruptura conocida y, según los investigadores, podría generar un sismo de magnitud 7,0. Más al norte, se encuentra el segmento de Meiktila, una brecha de 260 kilómetros que se extiende desde Naipyidó hasta Mandalay. Se estima que esta zona tiene el potencial de originar un terremoto de hasta magnitud 7,9. El último gran evento sísmico asociado a esta región ocurrió en 1839, mientras que el más reciente en sus cercanías fue el terremoto de 1912, vinculado a la Falla de Kyaukkyan. De acuerdo con las proyecciones, el intervalo de recurrencia para sismos de magnitudes entre 7,8 y 7,9 en el segmento de Meiktila oscila entre 330 y 460 años. Por último, la prolongación sur de la falla, sumergida en el mar de Andamán, constituye otra brecha significativa. Este tramo, de 180 kilómetros de longitud, no registra antecedentes de terremotos de gran magnitud. Sin embargo, en función de una acumulación estimada de unos 2 metros de desplazamiento potencial, los expertos calculan que una ruptura en esta zona podría alcanzar una magnitud mínima de 7,7.
En los años 1930, Rangún albergaba entre 200 000 y 400 000 habitantes, una cifra considerablemente menor en comparación con los cerca de seis millones registrados décadas después. Un informe publicado en 2008 por la World Agency for Planetary Monitoring and Earthquake Risk identificó hasta nueve posibles escenarios sísmicos para la ciudad. La Falla de Sagaing, junto con otras fallas menores situadas en sus proximidades, representa una amenaza latente para la región. Según el mismo informe, un evento sísmico importante podría provocar más de 100 000 víctimas en la ciudad. Si bien muchas edificaciones del periodo colonial británico fueron construidas con estándares que favorecen su resistencia sísmica, gran parte de las construcciones más recientes carecen de códigos estructurales adecuados. La falta de normativas específicas y la aplicación deficiente de prácticas constructivas han incrementado la vulnerabilidad del entorno urbano. Aunque en 2005 se elaboraron algunos mapas de amenaza sísmica, estos no se han traducido en una planificación rigurosa. La mayoría de los desarrolladores no incorporan criterios antisísmicos en sus diseños. Peernan Towashiraporn, director del Asian Disaster Preparedness Center, advirtió que un sismo de gran magnitud en Rangún podría generar consecuencias comparables a las ocurridas en Katmandú durante el terremoto de Nepal de abril de 2015, donde fallecieron cerca de 9000 personas.